# USS Boston (1777)

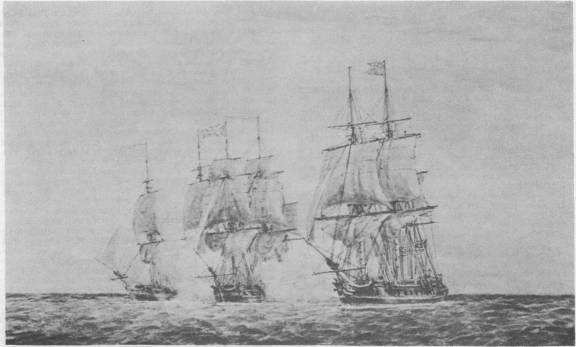
De USS Boston en USS Hancock in gevecht met de HMS Fox

De tweede USS Boston (1777) was een fregat met 30 kanonnen, te water gelaten op 3 juni 1776 door Stephen en Ralph Cross te Newburyport in Massachusetts en het volgende jaar volledig afgewerkt en in dienst gesteld bij de United States Navy onder bevel van kapitein H. McNeill.

## Geschiedenis
Op 21 mei 1777 zeilde de USS Boston samen met de USS Hancock voor een kruisvaart in de Noordelijke Atlantische Oceaan. De twee fregatten kaapten drie schepen waaronder op 7 juni het Britse fregat HMS Fox met 28 kanonnen.
Deze buitgemaakte premie- of prijzenschepen werden aan de staat verkocht. De reder of kapitein en ook de bemanning deelden mee in de premie bovenop hun scheepsloon. Voor de bemanning was het wel de moeite waard een vijandelijk schip te kapen.
De USS Boston, USS Hancock en de gekaapte HMS Fox, die nog met hen meevoer, voor hij naar Amerika gestuurd werd als premieschip, werden echter opgespoord, verkend en aangevallen door de Britse fregatten HMS Flora, HMS Rainbow en de HMS Victor op 7 en 8 juli. Vermoedelijk hadden de Britten begrepen dat hun schip gekaapt was en trachtten het op te sporen, wat hun lukte na een maand zoeken. Wat de Britten ook gelukt was, dat ze op hun beurt de Amerikaanse fregatten aanvielen en de USS Hancock overvielen en innamen, alsook dat ze hun gekaapte schip HMS Fox heroverden.
De USS Boston kon beschadigd ontsnappen naar de monding van de Sheepscot River aan de kust van Maine.
Van 15 februari tot 31 maart 1778 bracht de USS Boston president John Adams naar Frankrijk. Hij veroverde onderweg een premieschip. Daarna kruiste het in de Europese wateren en veroverde achtereenvolgens vier prijzenschepen, voordat het terugkeerde naar Portsmouth, New Hampshire op 15 oktober. In 1779 stak het twee keer de Noordelijke Atlantische Oceaan over van 29 juli tot 6 september en van 23 november tot 23 december en veroverde zijn negende premieschip.
Daarna voer de USS Boston mee met het eskader, die het daarna terug liet vertrekken vanuit de vloot om Charleston, South Carolina te verdedigen tegen de Britten. De USS Boston werd daar aangevallen en veroverd door de Britten, toen de stad Charleston zich overgaf op 12 mei 1780.

## USS Boston (1777)
- Type: Fregat (zeilschip) - United States Navy
- Gebouwd: Stephen & Ralph Cross, Newburyport, Massachusetts
- Te water gelaten: 3 juni 1776
- In dienst gesteld: 1777
- Feit: Veroverd door de Britse Royal Navy op 12 mei 1780

### Algemene kenmerken
- Waterverplaatsing: 514 ton
- Lengte: 114 voet - 35 m
- Breedte: 32 voet - 9,80 m
- Diepgang: 10 voet - 3,10 m
- Voortstuwing: Gezeild (drie masten en boegspriet)
- Snelheid: 8,50 knopen (16 km/h)
- Bemanning: 200 officieren en matrozen

### Bewapening
- 5 kanonnen van 12 pond, dus kogels van 5 kg
- 19 kanonnen van 9 pond, dus kogels van 4 kg
- 2 kanonnen van 6 pond, dus kogels van 2,7 kg
- 4 kanonnen van 4 pond, dus kogels van 1,8 kg